# Euselasia eustola
Euselasia eustola is een vlindersoort uit de familie van de prachtvlinders (Riodinidae), onderfamilie Euselasiinae.
Euselasia eustola werd in 1919 beschreven door Stichel.